# ケブラ・ナガスト

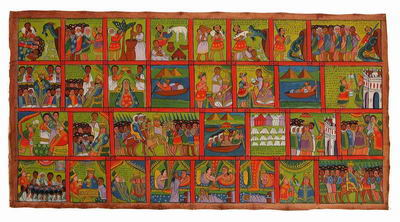
1920年代に制作された、「ケブラ・ナガスト」の物語を描いた絵画

ケブラ・ナガスト（ゲエズ語: ክብረ ነገሥት、英語: Kebra Nagast）は、ゲエズ語で記された作者不詳の書。王たちの栄光（おうたちのえいこう）や、諸王の栄光（しょおうのえいこう）とも呼ばれる。

## 概要
シバの女王とソロモンを巡る伝説（恋物語）を記した書物。この伝説から、メネリク1世（シバの女王とソロモンの子とされている人物）によるソロモン朝建国に繋がる。そのため、この書物は王朝の正統性・民族のアイデンティティ形成・エチオピア正教会の正統性を表すために非常に重要となっている。
なお実在性には疑問があり、その他制作年代・著者も不明なままである。

## 内容
書は117章と奥書で構成され、大まかに話の内容を分けると3つになる。
内容は、キリスト教におけるシバの女王に関する記述とはかなり異なっている。まず記述の3分の2ほどをエチオピアに関する記述が占めている。
教父の話によると、『新約聖書』の「南の国の女王」とはエチオピアの女王マーケダーであったというところから始まる。
その後マーケダーはエルサレムを訪問し、ソロモン王と会い、ソロモン王の聡明さを知るのであった。そしてそれまでマーケダーが行っていた太陽信仰を捨て、イスラエルの神を信仰するようになる。6カ月の滞在の後、マーケダーが帰国しようとするとソロモン王が送別の宴会を行い、一夜を共にし、妊娠をするのであった。エルサレムにいたソロモン王と子供を産む。この子はバイナ・レフケム（イブン・アルハキームのゲエズ語音訳、“賢者の子”の意）と名付けられた。尚、産んだ時マーケダーはエチオピアに帰国しており、バイナ・レフケムはハマシアン（現: エリトリア）で生まれた。
その後バイナ・レフケムは成長し22歳になると、エルサレムに赴きソロモンと出会い生活を送る。しかし、ソロモンはレフケムをエルサレム王国の跡継ぎにしようとするのに反して、レフケムはエチオピアに帰国することを望んだ。
それを見たソロモン王は、バイナ・レフケムの供をたイスラエルの祭司長（最高神官）の息子アザールヤースに命じる。しかしアザールヤースは突然のこの事態に不満を抱き、ユダヤ人の秘宝である密かに十戒を納めた「聖櫃」（契約の箱、シオン）をソロモン神殿から持ち出すことを企て、成功するのであった。
そして、長子から聖櫃を受け取り、エチオピアに帰国したバイナ・レフケムは、首都ダブラ・マーケダーで、母マケーダーから王位を譲られるのであった（第86章）。西暦では紀元前10世紀ごろの話である。
一方で、聖櫃を失ったソロモン王は失墜し、エルサレム王国は分裂してしまう（第63章第2段落 - 第83章）。またエチオピアの預言者たちによる、キリストに関する預言なども記されている（第95章半ば - 第112章）。

## 影響
この伝説から、メネリク1世（シバの女王とソロモンの子とされている人物）によるソロモン朝建国に繋がることから、エチオピアにおけるナショナリズム・アイデンティティの形成、ほかにもエチオピア正教会の正当性を示すのに非常に重要な書物となっている。エチオピア帝国の憲法上でも「シバの女王とソロモンの息子メネリクがこの帝国の初代皇帝である」という旨が記載されている。また、メネリク1世はダビデ王直系の男子相続になることから、エチオピアは一つの「イスラエル王国」であるという見方もできる。
また、エチオピアにおける君主制の正統性を示すためにも用いられる。「ソロモンとシバの女王の子孫」、つまりソロモン家以外は王になれないように示すのに使われた。
しかしこれらのタブーを打破し、1855年に「ネグサ・ナガスト（諸王の王）」としてテオドロス2世が即位するのであった。
しかし、テオドロス2世は外交面で失敗し、大英帝国にマグダラの戦いで敗北する。王都に入ったイギリス軍は王宮の書庫から『ケブラ・ナガスト』を含む多くの書物をイギリスへ持ち帰った。
新しく即位したヨハンネス4世は国家の統治のため『ケブラ・ナガスト』の返還を求めた。ヨハンネス4世も「ネグサ・ナガスト（諸王の王）」なのだが、ここで『ケブラ・ナガスト』を欲しがっていることから、エチオピア正教会教徒にはとても大事な書物で、例えソロモン家と関係のない家であったとしても、統治に必要なものであったことがわかる。

## 作成
エチオピア地域で紀元前5世紀に興ったアクスム王国の王も、メネリク1世の直系の子孫を名乗り、伝承をその地位の正当性の主張に利用した。しかし、まだ『ケブラ・ナガスト』は存在していないと思われている。
13世紀に興ったエチオピア帝国（ソロモン朝）のいずれの王もメネリク1世の直系の子孫を名乗っている。そのソロモン家の創始者であるイクノ・アムラクは国家事業として『ケブラ・ナガスト』の作成に取り掛かったとされている。
ただし、学問上は、『ケブラ・ナガスト』は必ずしも13世紀に作られた書物とは考えられていない。専門家による成立年代の推定には大きく分けて、13世紀以降すなわちエチオピア帝国成立以降を採る諸学説（17世紀初めの成立とする説もある）と、6–7世紀の成立とする学説の2派がある。
執筆目的も「ソロモン朝の正統性を示すため」という説や「カレブ王への賛辞として執筆されたもの（後述の第117章「カレブ王とビザンツ皇帝がエルサレムで世界を二分した」などから）」、「ビザンツ皇帝の弾圧に苦しむ単性論派の人々を慰撫することを目的としてエチオピア王を称揚するため」という説など諸説ある。また「#エチオピア正教会との関係性」参照のように、エチオピア正教会に都合が良すぎる記述から、キリスト教徒が書いたものではないかという説もある。
アラビア古代史、インド洋交易史を専門とする蔀勇造は諸説を整理した上で本書の記述を検討し、登場人物たちが移動する地理的空間の特徴から、その中核部分は南アラビアからエチオピアのアクスム王国の勢力が退けられ、その支配権が完全にホスロー1世のサーサーン朝ペルシア帝国に移る西暦570–575年よりも以前に成立していたはずだと結論している。

## 事実との裏付け
本書は伝説であり、必ずしも歴史的事実とは言えない。メネリク1世の経歴もすべて『ケブラ・ナガスト』から判明しているものである。
そもそもシバの女王の存在が懐疑的であり、その出自についてもエチオピア説とイエメン説があるため、もし仮にシバの女王が存在したとしても、出自がイエメンであったと確定すれば、伝説は事実ではないことも確定する。
正統性を示すために、いくつか史実の内容と違った内容が記されているケースがある：
- 史実ではキリスト論や三位一体論の解釈、そこから派生してアリウス派に関する問題の解決などを巡って第1ニカイア公会議が開催されたが、『ケブラ・ナガスト』では、「キリスト教国家の王に栄光を与えるのは、何者なのか」「どのキリスト教国家の王が最も栄光に包まれているか」を決めるために会議が行われたとされ、教父によってシバの女王に関する話が叙述され、最終的に「エチオピアの王が最も栄光に包まれている」という結論になっている[1]。
- その後、アクスム王国のカレブ王とビザンツ皇帝がエルサレムで世界を二分したという記述もある（第117章）[1]。

## エチオピア正教会との関係性
エチオピアは4世紀にはキリスト教を受容した。そして他国とは違い、エチオピアでは、独自にエチオピア正教会が発展した。そのエチオピア正教会はエチオピア帝国建国の祖をメネリク1世としている。
では、なぜ建国の祖がメネリク1世なのか、そこで重要となるのが『ケブラ・ナガスト』である。『ケブラ・ナガスト』の記述を証拠として、建国の祖がメネリク1世だと示すことができる。このことから、エチオピア正教会では『ケブラ・ナガスト』は非常に重要な書物となっている。
また、本書は非常にエチオピア正教会に都合がよい。ソロモン王やシバの女王が『旧約聖書』『新約聖書』で記述があることもそうである。そこで『ケブラ・ナガスト』はキリスト教徒が書いたのではないかという説も存在する。

## 校訂本
本書唯一の校訂本は、1905年にドイツの東洋学者ベッツォルトが出版したものである。これはパリ国立図書館の手稿BNéth.94を底本としてオックスフォード大学ボドリーアン図書館などが所蔵する6種の手稿を校合したものとなっている。その後ベッツォルトによる校訂本を各国語に翻訳した物が流通し、日本語版も存在する。